# Носуха
Носуха (Nasua) — рід хижих ссавців із родини ракунових (Procyonidae).

## Назва
Природничий словник Ніколаєва подає для тварини назву «носач», Шарлеманя — «носай», Української загальної енциклопедії — «Коаті, носай», Маркевича — «носуха».

## Систематика
Рід містить два види:
- Nasua narica
- Nasua nasua